# At the Village Gate: Early Show/Late Show
| Recensione | Giudizio |
| ---------- | -------- |
| AllMusic   |          |

At the Village Gate: Early Show/Late Show è un album live della cantante jazz statunitense Chris Connor, pubblicato nel 1963.

## Tracce

### LP (1963, FM Records, FMLP 300/FM 9132)
Lato A
Early Show
1. Lot of Livin' to Do – 2:07 (testo: Lee Adams – musica: Charles Strouse)
2. Anyplace I Hang My Hat Is Home – 3:51 (testo: Johnny Mercer – musica: Harold Arlen)
3. All or Nothing at All – 3:02 (testo: Jack Lawrence – musica: Arthur Altman)
4. Something's Coming – 4:17 (testo: Stephen Sondheim – musica: Leonard Bernstein)
5. You Came a Long Way from St. Louis – 2:09 (testo: Bob Russell – musica: John Benson Brooks)
6. Old Devil Moon – 2:50 (testo: Erwin Yip Harburg – musica: Burton Lane)

Durata totale: 18:16
Lato B
Late Show
1. I Concentrate on You – 2:51 (Cole Porter)
2. Black Coffee – 3:57 (testo: Paul Francis Webster – musica: Sonny Burke)
3. Goodbye – 3:06 (Gordon Jenkins)
4. Only the Lonely – 5:06 (testo: Sammy Cahn – musica: Jimmy Van Heusen)
5. Ten Cents a Dance – 4:19 (testo: Lorenz Hart – musica: Richard Rodgers)

Durata totale: 19:19
- Durata brani dal CD pubblicato nel 2006 dalla Roulette Jazz (0946 3 71346 2 7)

## Formazione
- Chris Connor – voce solista

### Gruppo
- Ronnie Ball – pianoforte
- Mundell Lowe – chitarra
- Richard Davis – contrabbasso
- Ed Shaughnessy – batteria